# Çò des d'Anton
Çò des d'Anton és un habitatge del municipi de Bausen (Vall d'Aran) inclòs en l'Inventari del Patrimoni Arquitectònic de Catalunya.

## Descripció
Çò d'Anton és un exemple d'habitatge petit, de posició socioeconòmica baixa, amb una mínima especialització de l'espai. El conjunt format per dos edificis (borda i casa) es disposa en sentit perpendicular al desnivell, cosa que aprofita per obtenir entrades diferenciades. En l'esglaó superior la "borda" amb la porta elevada del "palhèr" per la banda del "penalèr" i l'estable a peu pla. Tot seguit la casa amb l'habitatge situat en el primer pis i el "cerèr" o " bòrdeta" en el nivell inferior, amb entrades independents, aquest era utilitzat generalment per bestiar domèstic (gallines, ànecs, conills o bé algunes poques ovelles o cabres); actualment s'hi guarda la llenya o els mals endreços. A l'art de les portes, la façana només conté una finestra; paral·lela a la "capièra" i orientada a ponent. "L'humarau" amb una "lucana" és aixoplugat per una estructura encavallades de fusta i llosat de pissarra, de dos vessants, un "tresaigües" en el front, i "penaus" en el mur de fons, amb la "humenèja" adossada.
La decoració de la façana destaca les obertures de fusta pintades de verd sobre l'arrebossat de calç. Aquest tipus de casa podria haver estat més estès en algun moment anterior, i només hauria perdurat en aquells grups socials sense possibilitats per canviar la forma d'habitatge.

## Història
Amb relació a la teulada de palla de sègol és tradició que el poble de Bausen patí un devastador incendi, així ho consigna el qüestionari de Francisco de Zamora que referís que l'any 1787 en tres quarts d'hora s'hi cremaren 164 edificis cases, granges, i bordes.